# سیارک ۵۲۱۵
سیارک ۵۲۱۵ (به انگلیسی: 5215 Tsurui، نامگذاری:1991AE) پنج هزار و دویست و پانزدهمین سیارک کشف شده‌است که در ۹ ژانویه ۱۹۹۱ کشف شد.
قدر مطلق سیارک برابر ۱۱٫۲۰ است.